# Krasnoselkup
Krasnoselkup (russisch Красносельку́п) ist ein Dorf (selo) im Autonomen Kreis der Jamal-Nenzen in Russland mit 3974 Einwohnern (Stand 14. Oktober 2010).

## Geographie
Der Ort liegt gut 700 km Luftlinie östlich des Kreisverwaltungszentrums Salechard im Norden des Westsibirischen Tieflands. Er befindet sich am rechten Ufer des Tas, knapp 10 km unterhalb der Einmündung des rechten Nebenflusses Chudossei.
Krasnoselkup ist Verwaltungszentrum des Rajons Krasnoselkupski sowie Sitz und einzige Ortschaft der Landgemeinde (selskoje posselenije) Selo Krasnoselkup.

## Geschichte
Das Dorf wurde 1937 an Stelle des selkupischen Lagerplatzes Njary matsch gegründet. Der Ortsname setzt sich zusammen aus dem russischen krasno- für „rot-“ und dem Ethnonym für die indigenen Bewohner der Region, die dort ihr Hauptsiedlungsgebiet haben. Seit 10. August 1944 ist Krasnoselkup Verwaltungssitz eines nach ihm benannten Rajons.

### Bevölkerungsentwicklung
| Jahr | Einwohner |
| ---- | --------- |
| 1959 | 825       |
| 1970 | 1132      |
| 1979 | 1893      |
| 1989 | 5300      |
| 2002 | 4014      |
| 2010 | 3974      |

Anmerkung: Volkszählungsdaten

## Verkehr
Krasnoselkup ist nicht an das Straßen- und Eisenbahnnetz angeschlossen. Im Sommer ist es per Schiff auf dem Tas erreichbar; eine Winterpiste führt ins knapp 200 km westlich gelegene Urengoi, unweit dessen sich die nächstgelegene Bahnstation Korottschajewo an der Strecke Tjumen – Surgut – Nowy Urengoi befindet und Anschluss an das ganzjährig befahrbare Straßennetz besteht.
Unmittelbar beim Ort befindet sich ein regelmäßig von Nowy Urengoi und Tarko-Sale angeflogener Flughafen (ICAO-Code USDP).
Etwa 40 km nördlich von Krasnoselkup verläuft die Trasse der zum Teil fertiggestellten Polarkreiseisenbahn in Richtung Igarka, deren Bau 1953 aufgegeben wurde und die dort den Tas queren sollte.